# Roy Emerson
Pour les articles homonymes, voir Emerson.

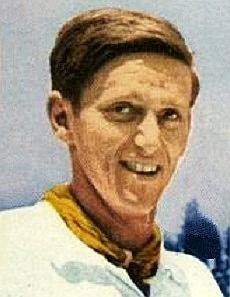
Roy Emerson en 1966.

Roy Stanley Emerson, né le 3 novembre 1936 à Blackbutt, est un joueur de tennis professionnel australien dont la carrière s'étend sur trois décennies. 
Joueur de haut niveau durant trente ans, de 1953 à 1983, Emerson a remporté cent-douze titres en simple messieurs, dont douze titres du Grand Chelem en tant qu'amateur, avant les débuts de l'ère open en 1968. Il détient officiellement le record masculin de vingt-huit titres du Grand Chelem remportés en simple et en double messieurs.
Considéré comme l'un des plus grands joueurs de tous les temps ,,, il est l'un des quatre seuls tennisseurs, avec Rod Laver, Novak Djokovic et Rafael Nadal, à détenir au moins deux titres dans chaque tournoi du Grand Chelem, et a longtemps détenu le record de six titres à l'Open d'Australie (appelé alors Championnat d'Australie de tennis), remportés en 1961, 1963, 1964, 1965, 1966 et 1967 ; un record dépassé par Novak Djokovic en 2019. Il fut le premier joueur à atteindre douze titres en Grand Chelem, avant que Pete Sampras ne dépasse son record en 2000.
Auteur d'un Petit Chelem en 1964, il fut désigné numéro un mondial cette même année et a également conquis seize titres du Grand Chelem en double messieurs. Emerson a marqué fortement le tennis dans les années 1960. Moins connu que ses illustres compatriotes qu'étaient Rod Laver, Ken Rosewall, Lew Hoad, voire John Newcombe, il n'en demeure pas moins qu'il fut un des meilleurs joueurs du monde de 1959 à 1973.
De 1959 à 1962, puis de 1964 à 1967, il remporte la Coupe Davis à huit reprises avec l'équipe d'Australie, un record dans l'histoire de la compétition, à égalité avec Stan Smith.
Roy Emerson est membre depuis 1982 du International Tennis Hall of Fame.

## Son jeu
Roy Emerson était un sportif dans le sens le plus noble. En effet pour lui jouer un match de tennis était un vrai plaisir. Sur le court son fair-play, sa rapidité dans ses gestes additionnés à une grande souplesse faisaient de lui un joueur extrêmement attachant et talentueux. Bien que son jeu ne fût pas à cette époque des plus impressionnants, il sut le compenser par une volée égale aux plus grands (John McEnroe, Stefan Edberg, Pete Sampras). Ce qui lui a permis de remporter un grand nombre de tournois.

## Sa carrière

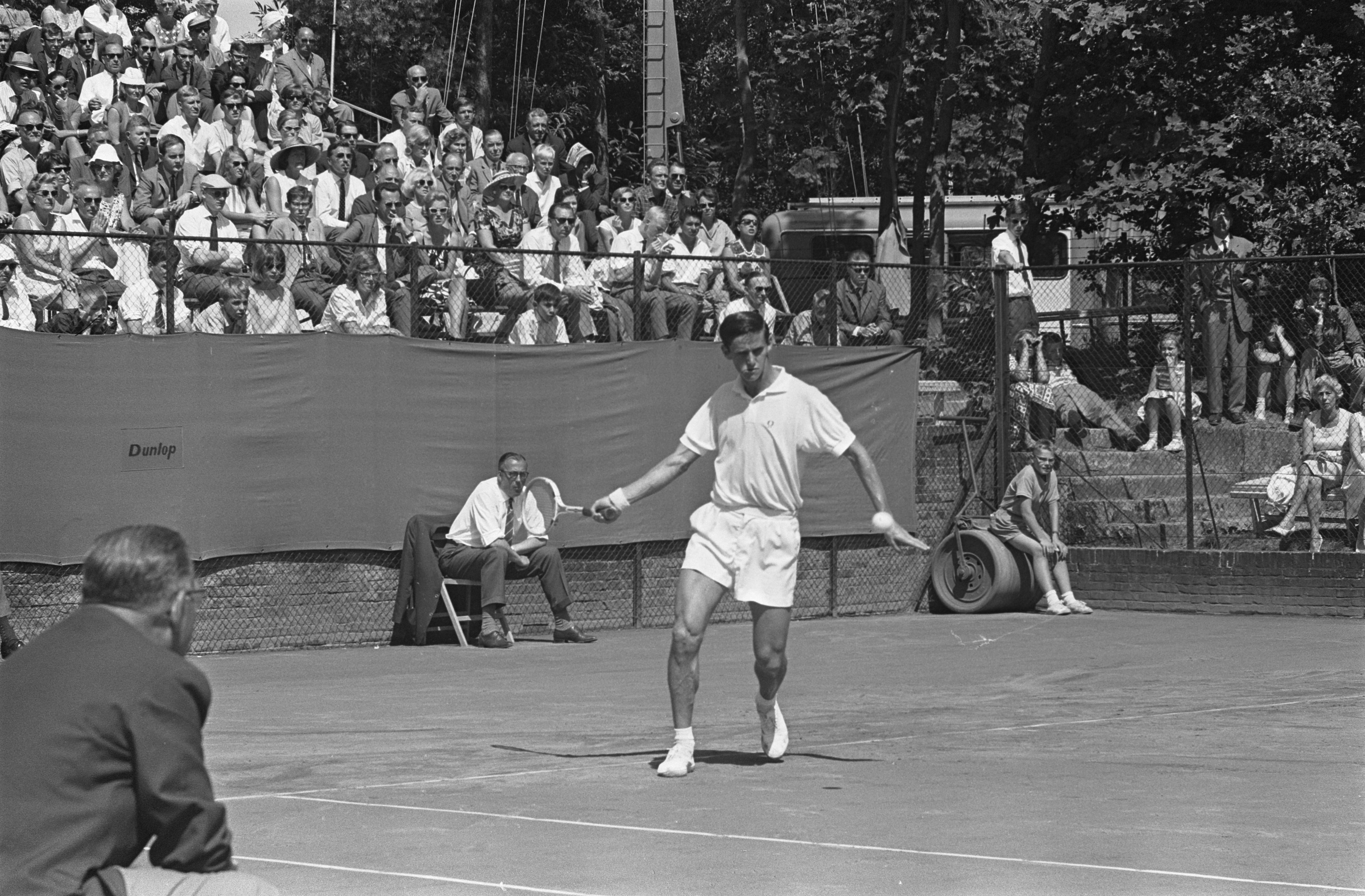
Roy Emerson en finale du tournoi d'Hilversum, en 1963.

Roy Emerson a su se forger un palmarès exceptionnel : vainqueur en simple à 12 reprises d'un tournoi du Grand Chelem (6 Open d'Australie, 2 Roland-Garros, 2 Wimbledon, 2 US Championships). Ses 12 victoires furent pendant longtemps un record jusqu'aux 14 victoires de Pete Sampras et les 22 de Rafael Nadal. Son record de six victoires à l'Open d'Australie n'a été égalé qu'en 2016 par Novak Djokovic, puis par Roger Federer, deux ans plus tard.
Il a été aussi vainqueur de 16 titres de Grand Chelem en double (3 Open d'Australie, 6 Roland-Garros, 3 Wimbledon, 4 US Championships), ce qui fait de lui le seul joueur à avoir remporté les 4 tournois du Grand Chelem en simple et en double.
Il est l'un des 8 joueurs de l'histoire du tennis à avoir remporté les 4 tournois du Grand Chelem (les 7 autres : Fred Perry, Donald Budge, Rod Laver, Andre Agassi, Roger Federer, Rafael Nadal, Novak Djokovic). Il détient le record du plus grand nombre de victoires en Grand Chelem simple et double confondus (28 de 1959 à 1971).
Il a été pendant 13 années consécutives (de 1959 à 1971) vainqueur ou finaliste d'au moins 1 tournoi du Grand Chelem toujours en simple et double confondus (encore un record). Sans oublier une autre performance tout aussi unique dans l'histoire du tennis : 8 victoires en Coupe Davis avec l'équipe d'Australie en 1959, 1960, 1961, 1962, 1964, 1965, 1966, 1967.

## Parcours dans les tournois duGrand Chelem

### En simple
| Année | Open d'Australie | Open d'Australie | Internationaux de France | Internationaux de France | Wimbledon      | Wimbledon   | US Open         | US Open       |
| ----- | ---------------- | ---------------- | ------------------------ | ------------------------ | -------------- | ----------- | --------------- | ------------- |
| 1954  | 1er tour (1/16)  | G. Worthington   | 1er tour (1/64)          | J. Asbóth                | 2e tour (1/32) | A. Cooper   | 3e tour (1/16)  | T. Brown      |
| 1955  | 2e tour (1/16)   | G. Moss          | —                        | —                        | —              | —           | —               | —             |
| 1956  | 1/8 de finale    | G. Shea          | —                        | —                        | 3e tour (1/16) | R. Howe     | 1/4 de finale   | L. Hoad       |
| 1957  | —                | —                | 3e tour (1/16)           | J. Brichant              | 1/8 de finale  | L. Hoad     | 1/8 de finale   | V. Seixas     |
| 1958  | 1/4 de finale    | N. Fraser        | —                        | —                        | —              | —           | —               | —             |
| 1959  | 1/4 de finale    | B. MacKay        | 1/4 de finale            | L. Ayala                 | 1/2 finale     | A. Olmedo   | 1/4 de finale   | A. Olmedo     |
| 1960  | 1/2 finale       | R. Laver         | 3e tour (1/16)           | O. Sirola                | 1/4 de finale  | R. Laver    | 3e tour (1/16)  | H. Richardson |
| 1961  | Victoire         | R. Laver         | 1/4 de finale            | M. Santana               | 1/4 de finale  | R. Krishnan | Victoire        | R. Laver      |
| 1962  | Finale           | R. Laver         | Finale                   | R. Laver                 | 1/8 de finale  | M. Mulligan | Finale          | R. Laver      |
| 1963  | Victoire         | K. Fletcher      | Victoire                 | P. Darmon                | 1/4 de finale  | W. Bungert  | 1/8 de finale   | F. Froehling  |
| 1964  | Victoire         | F. Stolle        | 1/4 de finale            | N. Pietrangeli           | Victoire       | F. Stolle   | Victoire        | F. Stolle     |
| 1965  | Victoire         | F. Stolle        | 1/2 finale               | T. Roche                 | Victoire       | F. Stolle   | 1/4 de finale   | A. Ashe       |
| 1966  | Victoire         | A. Ashe          | 1/4 de finale            | F. Jauffret              | 1/4 de finale  | O. Davidson | 1/2 finale      | F. Stolle     |
| 1967  | Victoire         | A. Ashe          | Victoire                 | T. Roche                 | 1/8 de finale  | N. Pilić    | 1/4 de finale   | C. Graebner   |
| 1968  | —                | —                | 1/4 de finale            | P. Gonzales              | 1/8 de finale  | T. Okker    | 1/8 de finale   | A. Ashe       |
| 1969  | 1/8 de finale    | R. Laver         | 1/8 de finale            | Ž. Franulović            | 1/8 de finale  | C. Drysdale | 1/4 de finale   | R. Laver      |
| 1970  | —                | —                | —                        | —                        | 1/4 de finale  | J. Newcombe | 1/8 de finale   | S. Smith      |
| 1971  | 1/4 de finale    | K. Rosewall      | —                        | —                        | 1/8 de finale  | S. Smith    | —               | —             |
| 1972  | —                | —                | —                        | —                        | —              | —           | 1er tour (1/64) | F. Stolle     |

N.B. : à droite du résultat se trouve le nom de l'ultime adversaire.

#### Victoires: 12
| Année | Date                | Nom et lieu du tournoi               | Surface      | Finaliste     | Score               |
| ----- | ------------------- | ------------------------------------ | ------------ | ------------- | ------------------- |
| 1961  | 20-30 janvier       | Australian Championships (Melbourne) | Gazon        | Rod Laver     | 1-6 6-3 7-5 6-4     |
| 1961  | 30 août-9 septembre | US Championships (Forest Hills)      | Gazon        | Rod Laver     | 7-5 6-3 6-2         |
| 1963  | 7-19 janvier        | Australian Championships (Adélaïde)  | Gazon        | Ken Fletcher  | 6-3 6-3 6-1         |
| 1963  | 12-26 mai           | Roland-Garros French Championships   | Terre battue | Pierre Darmon | 3-6 6-1 6-4 6-4     |
| 1964  | 5-13 janvier        | Australian Championships (Brisbane)  | Gazon        | Fred Stolle   | 6-3 6-4 6-2         |
| 1964  | 22 juin-4 juillet   | Wimbledon                            | Gazon        | Fred Stolle   | 6-1 12-10 4-6 6-3   |
| 1964  | 2-13 septembre      | US Championships (Forest Hills)      | Gazon        | Fred Stolle   | 6-4 6-2 6-4         |
| 1965  | 22-31 janvier       | Australian Championships (Melbourne) | Gazon        | Fred Stolle   | 7-9 2-6 6-4 7-5 6-1 |
| 1965  | 21 juin-3 juillet   | Wimbledon                            | Gazon        | Fred Stolle   | 6-2 6-4 6-4         |
| 1966  | 21-31 janvier       | Australian Championships (Sydney)    | Gazon        | Arthur Ashe   | 6-4 6-8 6-2 6-3     |
| 1967  | 22-30 janvier       | Australian Championships (Adélaïde)  | Gazon        | Arthur Ashe   | 6-4 6-1 6-4         |
| 1967  | 28 mai-4 juin       | Roland-Garros French Championships   | Terre battue | Tony Roche    | 6-1 6-4 2-6 6-2     |

#### Finales: 3
| Année | Date                 | Nom et lieu du tournoi             | Surface      | Vainqueur | Score               |
| ----- | -------------------- | ---------------------------------- | ------------ | --------- | ------------------- |
| 1962  | 4-15 janvier         | Australian Championships (Sydney)  | Gazon        | Rod Laver | 8-6 0-6 6-4 6-4     |
| 1962  | 21 mai-4 juin        | Roland-Garros French Championships | Terre battue | Rod Laver | 3-6 2-6 6-3 9-7 6-2 |
| 1962  | 29 août-10 septembre | US Championships (Forest Hills)    | Gazon        | Rod Laver | 6-2 6-4 5-7 6-4     |

### En double
Parcours en double à partir de 1968.
| Année | Open d'Australie       | Open d'Australie      | Internationaux de France | Internationaux de France | Wimbledon              | Wimbledon             | US Open                 | US Open                 | Open d'Australie | Open d'Australie |
| ----- | ---------------------- | --------------------- | ------------------------ | ------------------------ | ---------------------- | --------------------- | ----------------------- | ----------------------- | ---------------- | ---------------- |
| 1968  | —                      | —                     | Finale R. Laver          | K. Rosewall F. Stolle    | 1/2 finale R. Laver    | J. Newcombe T. Roche  | 2e tour (1/16) R. Laver | J. Osborne J. McManus   | n.o.             | n.o.             |
| 1969  | Victoire R. Laver      | K. Rosewall F. Stolle | Finale R. Laver          | J. Newcombe T. Roche     | 1/2 finale R. Laver    | T. Okker M. Riessen   | 1/2 finale R. Laver     | C. Pasarell D. Ralston  | n.o.             | n.o.             |
| 1970  | —                      | —                     | —                        | —                        | 1/4 de finale R. Laver | K. Rosewall F. Stolle | Finale R. Laver         | P. Barthes N. Pilić     | n.o.             | n.o.             |
| 1971  | 1/4 de finale R. Laver | R. Lutz C. Pasarell   | —                        | —                        | Victoire R. Laver      | A. Ashe D. Ralston    | —                       | —                       | n.o.             | n.o.             |
| 1972  | —                      | —                     | —                        | —                        | —                      | —                     | 1/8 de finale R. Laver  | A. Gimeno A. Muñoz      | n.o.             | n.o.             |
| 1973  | —                      | —                     | —                        | —                        | —                      | —                     | Finale R. Laver         | O. Davidson J. Newcombe | n.o.             | n.o.             |
| 1974  | —                      | —                     | —                        | —                        | —                      | —                     | —                       | —                       | n.o.             | n.o.             |
| 1975  | —                      | —                     | —                        | —                        | —                      | —                     | —                       | —                       | n.o.             | n.o.             |
| 1976  | —                      | —                     | —                        | —                        | —                      | —                     | —                       | —                       | n.o.             | n.o.             |
| 1977  | —                      | —                     | —                        | —                        | —                      | —                     | —                       | —                       | —                | —                |
| 1978  | n.o.                   | n.o.                  | —                        | —                        | —                      | —                     | —                       | —                       | —                | —                |
| 1979  | n.o.                   | n.o.                  | —                        | —                        | —                      | —                     | 1/2 finale F. Stolle    | R. Lutz S. Smith        | —                | —                |

N.B. : le nom du ou de la partenaire se trouve sous le résultat ; le nom des ultimes adversaires se trouve à droite.

#### Victoires: 16
| Année | Tournoi          | Partenaire     | Adversaires en finale | Adversaires en finale | Score                       |
| 1959  | Wimbledon        | Neale Fraser   | Rod Laver             | Bob Mark              | 8-6, 6-3, 14-16, 9-7        |
| 1959  | US Open          | Neale Fraser   | Alex Olmedo           | Butch Buchholz        | 3-6, 6-3, 5-7, 6-4, 7-5     |
| 1960  | Roland-Garros    | Neale Fraser   | Andrés Gimeno         | Jose-Luis Arilla      | 6-2, 8-10, 7-5, 6-4         |
| 1960  | US Open          | Neale Fraser   | Rod Laver             | Bob Mark              | 9-7, 6-2, 6-4               |
| 1961  | Roland-Garros    | Rod Laver      | Robert Howe           | Bob Mark              | 3-6, 6-1, 6-1, 6-4          |
| 1961  | Wimbledon        | Neale Fraser   | Fred Stolle           | Bob Hewitt            | 6-4, 6-8, 6-4, 6-8, 8-6     |
| 1962  | Open d'Australie | Neale Fraser   | Fred Stolle           | Bob Hewitt            | 4-6, 4-6, 6-1, 6-4, 11-9    |
| 1962  | Roland-Garros    | Neale Fraser   | Wilhelm Bungert       | Christian Kuhnke      | 6-3, 6-4, 7-5               |
| 1963  | Roland-Garros    | Manuel Santana | Gordon Forbes         | Abe Segal             | 6-2, 6-4, 6-4               |
| 1964  | Roland-Garros    | Ken Fletcher   | John Newcombe         | Tony Roche            | 7-5, 6-3, 3-6, 7-5          |
| 1965  | Roland-Garros    | Fred Stolle    | Ken Fletcher          | Bob Hewitt            | 6-8, 6-3, 8-6, 6-2          |
| 1965  | US Open          | Fred Stolle    | Frank Froehling       | Charlie Pasarell      | 6-4, 10-12, 7-5, 7-3        |
| 1966  | Open d'Australie | Fred Stolle    | John Newcombe         | Tony Roche            | 7-9, 6-3, 6-8, 14-12, 12-10 |
| 1966  | US Open          | Fred Stolle    | Clark Graebner        | Dennis Ralston        | 6-4, 6-4, 6-4               |
| 1969  | Open d'Australie | Rod Laver      | Ken Rosewall          | Fred Stolle           | 6-4, 6-4                    |
| 1971  | Wimbledon        | Rod Laver      | Arthur Ashe           | Dennis Ralston        | 4-6, 9-7, 6-8, 6-4, 6-4     |

#### Finales: 12
| Année | Tournoi          | Partenaire      | Adversaires en finale | Adversaires en finale | Score                     |
| 1958  | Open d'Australie | Bob Mark        | Ashley Cooper         | Neale Fraser          | 7-5, 6-8, 3-6, 6-3, 7-5   |
| 1959  | Roland-Garros    | Neale Fraser    | Nicola Pietrangeli    | Orlando Sirola        | 6-3, 6-2, 14-12           |
| 1960  | Open d'Australie | Neale Fraser    | Rod Laver             | Bob Mark              | 1-6, 6-2, 6-4, 6-4        |
| 1961  | Open d'Australie | Martin Mulligan | Rod Laver             | Bob Mark              | 6-3, 7-5, 3-6, 9-11, 6-2  |
| 1964  | Open d'Australie | Ken Fletcher    | Fred Stolle           | Bob Hewitt            | 6-4, 7-5, 3-6, 4-6, 14-12 |
| 1964  | Wimbledon        | Ken Fletcher    | Fred Stolle           | Bob Hewitt            | 7-5, 11-9, 6-4            |
| 1965  | Open d'Australie | Fred Stolle     | John Newcombe         | Tony Roche            | 3-6, 4-6, 13-11, 6-3, 6-4 |
| 1967  | Roland-Garros    | Ken Fletcher    | John Newcombe         | Tony Roche            | 6-3, 9-7, 12-10           |
| 1967  | Wimbledon        | Ken Fletcher    | Frew McMillan         | Bob Hewitt            | 6-3, 9-7, 12-10           |
| 1968  | Roland-Garros    | Rod Laver       | Ken Rosewall          | Fred Stolle           | 6-3, 6-4, 6-3             |
| 1969  | Roland-Garros    | Rod Laver       | John Newcombe         | Tony Roche            | 4-6, 6-1, 3-6, 6-4, 6-4   |
| 1970  | US Open          | Rod Laver       | Pierre Barthes        | Nikola Pilić          | 6-3, 7-6, 4-6, 7-6        |

### En double mixte

#### Finales: 2
|   | Date | Nom et lieu du tournoi              | Cat.      | ($) | Surface      | Vainqueurs                 | Partenaire        | Score         |          |
| - | ---- | ----------------------------------- | --------- | --- | ------------ | -------------------------- | ----------------- | ------------- | -------- |
| 1 | 1956 | Australian Championships, Melbourne | G. Chelem |     | Gazon (ext.) | Beryl Penrose Neale Fraser | Mary Bevis Hawton | 6-2, 6-4      | Parcours |
| 2 | 1960 | Roland-Garros, Paris                | G. Chelem |     | Terre (ext.) | Maria Bueno Robert Howe    | Ann Haydon-Jones  | 1-6, 6-1, 6-2 | Parcours |

## Palmarès en simple
- (Voir Records de titres au tennis pour les joueurs les plus titrés de l'histoire)

### Titres amateurs (1953-1967): 114
|     | Année | Date                 | Nom et lieu du tournoi                             | Surface        | Finaliste             | Score               |
| --- | ----- | -------------------- | -------------------------------------------------- | -------------- | --------------------- | ------------------- |
| 1   | 1953  | 16-17 mai            | Bundaberg Queensland Hardcourt (Australie)         | Terre battue   | Nev Langford          | 6-1 6-3             |
| 2   | 1953  | 23-24 août           | Gympie Queensland Grass Court (Australie)          | Gazon          | Harry Rode            | 6-4 6-2             |
| 3   | 1955  | 1-2 mai              | Cairns Far North Queensland (Australie)            | Gazon          | Ken Turner            | ?                   |
| 4   | 1955  | 10-17 juillet        | Ipswich South Queensland Championships (Australie) | Gazon          | Les Flanders          | 6-2 9-7             |
| 5   | 1955  | 1-3 octobre          | Canberra ACT Championships (Australie)             | Gazon          | Warren Woodcock       | 6-0 6-4             |
| 6   | 1955  | 21-23 octobre        | Nambour Queensland Hard Court (Australie)          | Terre battue   | Neale Fraser          | 7-5 6-1             |
| 7   | 1956  | 5-7 juillet          | Stanthorpe Granilte Belt Championships (Australie) | ?              | Dick Ogden            | 6-3 6-2             |
| 8   | 1956  | 30 juillet-5 août    | Southampton Meadow Club Invitational (États-Unis)  | Gazon          | Grant Golden          | 6-4 6-1 4-6 8-6     |
| 9   | 1956  | 1-12 octobre         | Sydney Metropolitan Grass Court (Australie)        | Gazon          | Don Candy             | 6-4 6-1             |
| 10  | 1957  | 29 juillet-4 août    | Southampton Meadow Club Invitational (États-Unis)  | Gazon          | Whitney Reed          | 10-8 1-0 ab.        |
| 11  | 1957  | 18-20 octobre        | Rockhampton Queensland Hard Court (Australie)      | Terre battue   | Neale Gibson          | 6-3 6-3             |
| 12  | 1957  | 29 oct-4 nov.        | Brisbane Queensland Championships (Australie)      | Gazon          | Neale Fraser          | 6-3 6-2 6-2         |
| 13  | 1958  | 9-16 mars            | Wynnum Championships (Australie)                   | Gazon          | Barry Green           | 6-2 6-0             |
| 14  | 1958  | 5-7 avril            | Toowoomba Darling Downs Championships (Australie)  | Gazon          | Perc Gaydon           | 6-2 6-0             |
| 15  | 1958  | 7-12 octobre         | Canberra ACT Championships (Australie)             | Gazon          | Andrés Gimeno         | 6-1 10-8            |
| 16  | 1958  | 6-17 novembre        | Adélaïde South Aust. Championships (Australie)     | Gazon          | Malcolm Anderson      | 3-6 12-10 10-8 6-2  |
| 17  | 1959  | 11-18 mai            | Lugano Ticino International (Suisse)               | ?              | Billy Knight          | 6-3 6-4 6-3         |
| 18  | 1959  | 21-27 sep.           | Los Angeles Pacific Southwest (États-Unis)         | ?              | Ramanathan Krishnan   | 6-3 4-6 6-0 6-4     |
| 19  | 1959  | 20-26 août           | Southport Queensland Hard Court (Australie)        | Terre battue   | Neale Fraser          | 6-3 6-1             |
| 20  | 1959  | 27 oct-5 nov.        | Brisbane Queensland Championships (Australie)      | Gazon          | Neale Fraser          | 6-1 6-2 1-6 6-3     |
| 21  | 1960  | 12-19 janvier        | Adélaïde South Aust. Championships (Australie)     | Gazon          | Bob Hewitt            | 6-3 6-4 6-3         |
| 22  | 1960  | 9-14 février         | Auckland N.Z. Championships (Nouvelle-Zélande)     | Gazon          | Ronald McKenzie       | 6-3 6-1 6-1         |
| 23  | 1960  | 7-14 mars            | San Juan Caribe Hilton International (Porto Rico)  | ?              | Ulf Schmidt           | 6-2 6-1             |
| 24  | 1960  | 28 mars-3 avril      | Kingston Saint Andrews Invitational (Jamaïque)     | ?              | Neale Fraser          | 6-4 6-2             |
| 25  | 1960  | 4-10 avril           | Montego Bay Championships (Jamaïque)               | ?              | Neale Fraser          | 6-3 6-4 6-2         |
| 26  | 1960  | 2-9 juillet          | Anvers Beerschot International (Belgique)          | Terre battue ? | Barry MacKay          | 6-4 6-3             |
| 27  | 1960  | 18-24 juillet        | Gstaad Swiss International (Suisse)                | Terre battue   | Mike Davies           | 6-4 9-7 6-2         |
| 28  | 1960  | 25 oct-2 nov.        | Brisbane Queensland Championships (Australie)      | Gazon          | Bob Hewitt            | 14-12 6-0 6-3       |
| 29  | 1961  | 20-30 janvier        | Australian Championships (Melbourne)               | Gazon          | Rod Laver             | 1-6 6-3 7-5 6-4     |
| 30  | 1961  | 14-20 février        | Mexico Mexican Championships (Mexique)             | ?              | Rod Laver             | 4-6 6-4 6-4 6-2     |
| 31  | 1961  | 27 mars-3 avril      | Miami Beach Good Neighbor (États-Unis)             | ?              | Wolfgang Stuck        | 5-7 6-4 6-3 3-6 6-3 |
| 32  | 1961  | 4-10 avril           | St. Petersburg Invitational (États-Unis)           | ?              | Luis Ayala            | 6-4 6-2 6-0         |
| 33  | 1961  | 24-29 avril          | Bournemouth British Hard Court (Angleterre)        | Terre battue   | Rod Laver             | 8-6 6-4 6-0         |
| 34  | 1961  | 29 mai-4 juin        | Barcelone Conde de Godo (Espagne)                  | Terre battue   | Manuel Santana        | 6-4 6-4 6-1         |
| 35  | 1961  | 17-23 juillet        | Gstaad Swiss International (Suisse)                | Terre battue   | Luis Ayala            | 6-3 6-1 6-0         |
| 36  | 1961  | 25-31 juillet        | Munich Bavarian Championships (Allemagne)          | Terre battue   | Bob Hewitt            | 6-2 6-3 6-2         |
| 37  | 1961  | 14-20 août           | Kitzbühel Alpenland Championships (Autriche)       | Terre battue   | Rod Laver             | 6-3 6-3 3-6 0-6 6-2 |
| 38  | 1961  | 30 août-9 sep.       | US Championships (Forest Hills) (États-Unis)       | Gazon          | Rod Laver             | 7-5 6-3 6-2         |
| 39  | 1961  | 19-25 nov.           | Adélaïde South Aust. Championships (Australie)     | Gazon          | Neale Fraser          | 3-6 6-2 6-3 6-2     |
| 40  | 1961  | 26 nov-4 déc.        | Perth Western Aust. Championships (Australie)      | Gazon          | Neale Fraser          | 6-2 6-0 6-2         |
| 41  | 1962  | 30 janvier-4 février | Calcutta Asian Lawn Tennis Championships (Inde)    | Gazon          | Ramanathan Krishnan   | 7-5 6-4 6-3         |
| 42  | 1962  | 5-11 février         | Allahabad Central India Championships (Inde)       | Gazon          | Fred Stolle           | 7-5 6-3 6-1         |
| 43  | 1962  | 12-18 février        | New Delhi Northern India Championships (Inde)      | Gazon          | Ramanathan Krishnan   | 6-4 6-4 6-3         |
| 44  | 1962  | 26 février-3 mars    | Miami Beach Good Neighbor (États-Unis)             | ?              | Carlos Fernandes      | 6-3 6-4 7-5         |
| 45  | 1962  | 5-11 mars            | Montego Bay Championships (Jamaïque)               | ?              | Rod Laver             | 8-6 7-5 4-6 3-6 6-2 |
| 46  | 1962  | 12-18 mars           | Barranquilla Colombia International (Colombie)     | Terre battue   | Manuel Santana        | 6-3 3-6 6-1 3-6 8-6 |
| 47  | 1962  | 26 mars-1eravril     | San Juan Caribe Hilton International (Porto Rico)  | ?              | Rod Laver             | 7-5 7-5             |
| 48  | 1962  | 2-8 avril            | St. Petersburg Invitational (États-Unis)           | ?              | Rod Laver             | 6-1 6-4 6-1         |
| 49  | 1962  | 6-12 août            | Viareggio Toscania International (Italie)          | Terre battue   | Orlando Sirola        | 7-5 6-3 6-2         |
| 50  | 1962  | 13-19 août           | Brumana International Championships (Liban)        | Terre battue ? | Neale Fraser          | 6-2 6-3 0-6 6-3     |
| 51  | 1962  | 20-26 août           | Istanbul International of Istanbul (Turquie)       | Terre battue   | Neale Fraser          | 3-6 6-0 6-3 6-3     |
| 52  | 1962  | 10-16 septembre      | Fort Worth Colonial Tennis Classic (États-Unis)    | Dur ?          | Chuck McKinley        | 4-6 6-3 6-2         |
| 53  | 1962  | 18-24 septembre      | Los Angeles Pacific Southwest (États-Unis)         | Dur ?          | Rod Laver             | 16-14 6-3           |
| 54  | 1962  | 11-17 novembre       | Adélaïde South Aust. Championships (Australie)     | Gazon          | John Newcombe         | 6-4 6-2 6-2         |
| 55  | 1963  | 7-19 janvier         | Australian Championships (Adélaïde) (Australie)    | Gazon          | Ken Fletcher          | 6-3 6-3 6-1         |
| 56  | 1963  | 25 février-3 mars    | Miami Beach Good Neighbor (États-Unis)             | ?              | Manuel Santana        | 6-4 6-0 6-2         |
| 57  | 1963  | 12-26 mai            | Roland-Garros French Championships (France)        | Terre battue   | Pierre Darmon         | 3-6 6-1 6-4 6-4     |
| 58  | 1963  | 28 mai-3 juin        | Casablanca Morocco Championships (Maroc)           | Terre battue   | Ingo Buding           | 6-8 7-5 6-3 6-4     |
| 59  | 1963  | 4-10 juin            | Barcelone Conde de Godo (Espagne)                  | Terre battue   | Juan Couder           | 0-6 6-4 6-3 4-6 6-3 |
| 60  | 1963  | 17-21 juin           | Queen's (Londres) Grass Court (Angleterre)         | Gazon          | Owen Davidson         | 6-1 6-2             |
| 61  | 1963  | 8-13 juillet         | Edgbaston Midland Counties (Angleterre)            | Gazon          | Rafael Osuna          | 4-6 6-3 7-5         |
| 62  | 1963  | 30 juillet-4 août    | Baden-Baden International (Allemagne)              | Terre battue   | José Edison Mandarino | 6-3 9-7 7-5         |
| 63  | 1963  | 5-10 août            | Saint-Sébastien International (Espagne)            | Terre battue   | Eduardo Soriano       | 6-1 6-1             |
| 64  | 1963  | 13-19 août           | Brumana International Championships (Liban)        | Terre battue ? | Gordon Forbes         | 6-2 6-2 6-2         |
| 65  | 1963  | 19-25 août           | Istanbul International of Istanbul (Turquie)       | Terre battue   | Mike Sangster         | 8-10 6-2 6-2 6-1    |
| 66  | 1963  | 28 oct-7 nov.        | Brisbane Queensland Championships (Australie)      | Gazon          | Fred Stolle           | 6-3 5-7 6-4 4-6 6-1 |
| 67  | 1964  | 5-13 janvier         | Australian Championships (Brisbane) (Australie)    | Gazon          | Fred Stolle           | 6-3 6-4 6-2         |
| 68  | 1964  | 23 février-1ermars   | Tampa Dixie Championships (États-Unis)             | ?              | Manuel Santana        | 9-7 6-2 6-4         |
| 69  | 1964  | 9-15 mars            | Barranquilla Colombia International (Colombie)     | Terre battue   | Manuel Santana        | 8-10 6-3 6-2 6-2    |
| 70  | 1964  | 16-22 mars           | Port-d'Espagne International (Trinité-et-Tobago)   | ?              | Ken Fletcher          | 4-6 6-4 6-2 11-9    |
| 71  | 1964  | 23-29 mars           | Miami Beach Good Neighbor (États-Unis)             | Terre battue ? | Manuel Santana        | 7-5 6-4 6-2         |
| 72  | 1964  | 30 mars-5 avril      | San Juan Caribe Hilton International (Porto Rico)  | ?              | Rafael Osuna          | 6-3 8-6 5-7 6-2     |
| 73  | 1964  | 6-12 avril           | St. Petersburg Invitational (États-Unis)           | ?              | Frank Froehling       | 6-3 6-4 6-2         |
| 74  | 1964  | 13-19 avril          | Houston River Oaks (États-Unis)                    | Terre battue   | Nikola Pilić          | 6-1 6-4 6-2         |
| 75  | 1964  | 21-26 avril          | Buenos Aires Rio de la Plata (Argentine)           | Terre battue   | Antonio Palafox       | ?                   |
| 76  | 1964  | 27 avril-3 mai       | Buenos Aires River Plate (Argentine)               | Terre battue   | Rafael Osuna          | 3-6 6-4 6-4         |
| 77  | 1964  | 4-10 mai             | Santiago International Championships (Chili)       | Terre battue   | Ken Fletcher          | 6-4 3-6 6-3 7-5     |
| 78  | 1964  | 12-18 mai            | Berlin West Berlin Championships (Allemagne)       | ?              | Ken Fletcher          | 6-3 7-5 6-3         |
| 79  | 1964  | 1-8 juin             | Barcelone Conde de Godo (Espagne)                  | Terre battue   | Manuel Santana        | 2-6 7-5 6-3 6-3     |
| 80  | 1964  | 13-20 juin           | Queen's (Londres) Grass Court (Angleterre)         | Gazon          | Toomas Leius          | 12-10 6-4           |
| 81  | 1964  | 22 juin-4 juillet    | Wimbledon (Angleterre)                             | Gazon          | Fred Stolle           | 6-1 12-10 4-6 6-3   |
| 82  | 1964  | 6-12 juillet         | Båstad Swedish International Hard Court (Suède)    | Terre battue   | Nikola Pilić          | 1-6 7-5 6-1 6-2     |
| 83  | 1964  | 3-9 août             | Montréal Canadian Championships (Canada)           | ?              | Fred Stolle           | 2-6 4-6 6-4 6-3 6-4 |
| 84  | 1964  | 2-13 septembre       | US Championships (Forest Hills) (États-Unis)       | Gazon          | Fred Stolle           | 6-4 6-2 6-4         |
| 85  | 1964  | 29 sep-4 oct.        | Los Angeles Pacific Southwest (États-Unis)         | Dur ?          | Dennis Ralston        | 6-3 6-3             |
| 86  | 1964  | 7-12 décembre        | Melbourne Victorian Championships (Australie)      | Gazon          | Fred Stolle           | 6-4 6-4 6-4         |
| 87  | 1965  | 4-11 janvier         | Perth Western Aust. Championships (Australie)      | Gazon          | Pierre Darmon         | 9-7 6-3 6-4         |
| 88  | 1965  | 22-31 janvier        | Australian Championships (Melbourne) (Australie)   | Gazon          | Fred Stolle           | 7-9 2-6 6-4 7-5 6-1 |
| 89  | 1965  | 1-7 février          | Auckland International Wills (Nouvelle-Zélande)    | Gazon          | Pierre Barthes        | 3-6 8-6 7-5 6-3     |
| 90  | 1965  | 4-10 mai             | Santiago International Championships (Chili)       | Terre battue   | Fred Stolle           | 11-9 6-4 6-3        |
| 91  | 1965  | 14-20 juin           | Queen's (Londres) Grass Court (Angleterre)         | Gazon          | Dennis Ralston        | Forfait             |
| 92  | 1965  | 21 juin-3 juillet    | Wimbledon (Angleterre)                             | Gazon          | Fred Stolle           | 6-2 6-4 6-4         |
| 93  | 1965  | 12-18 juillet        | Newport Welsh Championships (Pays de Galles)       | Gazon          | Fred Stolle           | 3-6 6-3 6-2         |
| 94  | 1965  | 3-10 août            | Glen Cove Nassau Bowl (États-Unis)                 | ?              | Chuck McKinley        | 6-4 11-9 7-5        |
| 95  | 1965  | 16-22 août           | Newport Casino Invitation (États-Unis)             | Gazon          | Fred Stolle           | 6-3 6-4 6-3         |
| 96  | 1966  | 21-31 janvier        | Australian Championships (Sydney) (Australie)      | Gazon          | Arthur Ashe           | 6-4 6-8 6-2 6-3     |
| 97  | 1966  | 1-6 février          | Auckland International Wills (Nouvelle-Zélande)    | Gazon          | Roger Taylor          | 6-4 6-3 6-1         |
| 98  | 1966  | 21-27 février        | Sydney Australian Hard Court (Australie)           | Terre battue   | Tony Roche            | 6-3 8-6 4-6 6-3     |
| 99  | 1966  | 3-10 avril           | Johannesburg S.A. Championships (Afrique du Sud)   | Dur            | Bob Hewitt            | 6-3 2-6 3-6 6-4 7-5 |
| 100 | 1966  | 11-18 juin           | Queen's (Londres) Grass Court (Angleterre)         | Gazon          | Tony Roche            | Forfait             |
| 101 | 1966  | 4-10 juillet         | Anvers Beerschot International (Belgique)          | Terre battue   | Fred Stolle           | 6-3 9-7             |
| 102 | 1966  | 11-17 juillet        | Gstaad Swiss International (Suisse)                | Terre battue   | Manuel Santana        | 5-7 7-5 6-3         |
| 103 | 1966  | 28 oct-6 nov.        | Brisbane Queensland Championships (Australie)      | Gazon          | Fred Stolle           | 4-6 6-3 6-4 3-6 6-2 |
| 104 | 1966  | 29 nov-4 déc.        | Melbourne Victorian Championships (Australie)      | Gazon          | Fred Stolle           | 6-2 9-7 6-3         |
| 105 | 1967  | 22-30 janvier        | Australian Championships (Adélaïde) (Australie)    | Gazon          | Arthur Ashe           | 6-4 6-1 6-4         |
| 106 | 1967  | 31 jan-5 fév.        | Auckland International Wills (Nouvelle-Zélande)    | Gazon          | Owen Davidson         | 6-4 6-2 7-5         |
| 107 | 1967  | 8-15 mai             | Berlin West Berlin Championships (Allemagne)       | ?              | Manuel Santana        | 6-4 7-9 6-4 3-2 ab. |
| 108 | 1967  | 16-21 mai            | Bruxelles Belgium International (Belgique)         | ?              | Tom Okker             | 6-3 3-6 7-5 6-4     |
| 109 | 1967  | 28 mai-4 juin        | Roland-Garros French Championships (France)        | Terre battue   | Tony Roche            | 6-1 6-4 2-6 6-2     |
| 110 | 1967  | 17-23 juillet        | Gstaad Swiss International (Suisse)                | Terre battue   | Manuel Santana        | 6-2 8-6 6-4         |
| 111 | 1967  | 2-8 août             | Hambourg German Championships (Allemagne)          | Terre battue   | Manuel Santana        | 6-4 6-3 6-1         |
| 112 | 1967  | 18-24 août           | Los Angeles Pacific Southwest (États-Unis)         | Dur            | Marty Riessen         | 12-14 6-3 6-4       |
| 113 | 1967  | 30 oct-5 nov.        | Ingham Queensland Hard Court (Australie)           | Terre battue   | Jan Leschly           | 6-4 12-10           |
| 114 | 1967  | 13-19 novembre       | Brisbane Queensland Championships (Australie)      | Gazon          | John Newcombe         | 9-7 4-6 6-4 4-6 7-5 |

### Titres pendant l'Ère Open (1968-1973): 6 (inclut les tournois Pro)
- L'ère open débute officiellement à partir du tournoi de Bournemouth durant la semaine du 22-27 avril 1968.

|   | Année | Date              | Nom et lieu du tournoi                                 | Surface      | Finaliste            | Score             |
| - | ----- | ----------------- | ------------------------------------------------------ | ------------ | -------------------- | ----------------- |
| 1 | 1968  | 10-14 avril       | Hollywood Burger King Challenge Cup (États-Unis)       | ?            | Ken Rosewall         | 6-1 6-1           |
| 2 | 1968  | 4-10 novembre     | Buenos Aires South American Open (Argentine)           | Terre battue | Rod Laver            | 9-7 6-4 6-4       |
| 3 | 1969  | 14-20 juillet     | Aix-en-Provence International Open (France)            | Terre battue | Harald Elschenbroich | 6-3 6-4 8-6       |
| 4 | 1969  | 22-27 juillet     | Gstaad Swiss International Open (Suisse)               | Terre battue | Tom Okker            | 6-2 12-14 6-4 6-4 |
| 5 | 1969  | 28 juillet-3 août | Poertschach Pro Championships (Autriche)               | Terre battue | Cliff Drysdale       | 6-3 3-6 6-3       |
| 6 | 1973  | 24-30 sep.        | San-Francisco Pacific Coast International (États-Unis) | Moquette     | Björn Borg           | 5-7 6-1 6-4       |

### Finales perdues amateurs (1959- 30 mars 1968): 49
|    | Année | Date            | Nom et lieu du tournoi                                   | Surface      | Vainqueur           | Score                |
| -- | ----- | --------------- | -------------------------------------------------------- | ------------ | ------------------- | -------------------- |
| 1  | 1959  | 10-14 février   | Auckland International Wills (Nouvelle-Zélande)          | Gazon        | Jeff Robson         | 6-2 6-4 8-6          |
| 2  | 1959  | 6-11 avril      | Melbourne Australian Hard Court (Australie)              | Terre battue | Neale Fraser        | 6-2 3-6 12-10 6-3    |
| 3  | 1959  | 1-7 juin        | Barcelone Conde de Godo (Espagne)                        | Terre battue | Neale Fraser        | 6-2 6-4 3-6 6-2      |
| 4  | 1959  | 15-22 nov.      | Sydney N.S.W. Championships (Australie)                  | Gazon        | Neale Fraser        | 11-9 8-6 6-3         |
| 5  | 1959  | 23 nov-5 déc.   | Melbourne Victorian Championships (Australie)            | Gazon        | Neale Fraser        | 6-0 25-23 5-7 6-4    |
| 6  | 1960  | 1-6 mars        | Saint Petersburg Invitational (États-Unis)               | ?            | Neale Fraser        | 6-4 6-0 9-7          |
| 7  | 1960  | 13-18 juin      | Queen's (Londres) Grass Court (Angleterre)               | Gazon        | Andrés Gimeno       | 8-6 6-3              |
| 8  | 1960  | 8-15 août       | Kitzbühel Alpenland Championships (Autriche)             | Terre battue | Pierre Darmon       | 2-6 1-6 6-1 6-3 6-3  |
| 9  | 1961  | 9-13 février    | Auckland N.Z. Championships (Nouvelle-Zélande)           | Gazon        | Rod Laver           | 4-6 6-3 6-2 3-6 7-5  |
| 10 | 1961  | 21-26 février   | Kingston Saint Andrews Invitation (Jamaïque)             | Gazon        | Rod Laver           | 4-6 6-4 6-3          |
| 11 | 1961  | 3-9 avril       | Saint Petersburg Invitational (États-Unis)               | ?            | Luis Ayala          | 6-4 6-2 6-0          |
| 12 | 1961  | 10-16 avril     | Houston River Oaks (États-Unis)                          | Terre battue | Rod Laver           | 7-5 7-5 1-6 6-3      |
| 13 | 1961  | 19-27 août      | Poertschach Austrian Championships (Autriche)            | Terre battue | Rod Laver           | 2-6 6-3 7-5          |
| 14 | 1961  | 18-24 sep.      | Los Angeles Pacific Southwest (États-Unis)               | Dur ?        | Jon Douglas         | 6-2 1-6 6-4          |
| 15 | 1961  | 26-30 octobre   | Gladstone Queensland Hard Court (Australie)              | Terre battue | Rod Laver           | 7-5 6-3              |
| 16 | 1961  | 2-11 novembre   | Brisbane Queensland Championships (Australie)            | Gazon        | Rod Laver           | 4-6 4-6 6-0 8-6 6-3  |
| 17 | 1961  | 4-9 décembre    | Melbourne Victorian Championships (Australie)            | Gazon        | Rod Laver           | 4-6 8-6 9-7 6-3      |
| 18 | 1961  | 11-17 déc.      | Sydney N.S.W. Championships (Australie)                  | Gazon        | Rod Laver           | 8-6 6-3 3-6 4-6 6-4  |
| 19 | 1962  | 4-15 janvier    | Australian Championships (Sydney) (Australie)            | Gazon        | Rod Laver           | 8-6 0-6 6-4 6-4      |
| 20 | 1962  | 19-25 mars      | Caracas Altamira International (Venezuela)               | Dur          | Rod Laver           | 9-7 6-2 6-0          |
| 21 | 1962  | 9-15 avril      | Houston River Oaks (États-Unis)                          | Terre battue | Rod Laver           | 6-1 7-5 7-5          |
| 22 | 1962  | 23-29 avril     | Madrid Puerta de Hierro International (Espagne)          | Terre battue | Manuel Santana      | 5-7 6-4 9-7 6-8 6-4  |
| 23 | 1962  | 8-14 mai        | Rome Italian Championships (Italie)                      | Terre battue | Rod Laver           | 6-2 1-6 3-6 6-3 6-1  |
| 24 | 1962  | 21 mai-4 juin   | Roland-Garros French Championships (France)              | Terre battue | Rod Laver           | 3-6 2-6 6-3 9-7 6-2  |
| 25 | 1962  | 17-23 juin      | Queen's (Londres) Grass Court (Angleterre)               | Gazon        | Rod Laver           | 6-4 7-5              |
| 26 | 1962  | 29 août-10 sep. | US Championships (Forest Hills) (États-Unis)             | Gazon        | Rod Laver           | 6-2 6-4 5-7 6-4      |
| 27 | 1963  | 11-17 mars      | Mexico Mexican Championships (Mexique)                   | ?            | Mario Llamas        | 0-6 6-4 6-2 10-8     |
| 28 | 1963  | 18-24 mars      | San Juan Caribe Hilton International (Porto Rico)        | ?            | Manuel Santana      | 7-5 1-6 6-3 6-3      |
| 29 | 1963  | 1-7 avril       | Saint Petersburg Invitational (États-Unis)               | ?            | Manuel Santana      | 6-4 6-4 6-8 3-6 6-3  |
| 30 | 1963  | 15-21 juillet   | Gstaad Swiss International (Suisse)                      | Terre battue | Nicola Pietrangeli  | 7-5 6-2 6-2          |
| 31 | 1963  | 22-28 juillet   | Hilversum Dutch Championships (Pays-Bas)                 | Terre battue | Cliff Drysdale      | 6-3 6-4 6-2          |
| 32 | 1964  | 1-8 mars        | Caracas Altamira International (Venezuela)               | Dur          | Ron Holmberg        | 6-2 6-4 9-7          |
| 33 | 1964  | 8-15 novembre   | Brisbane Queensland Championships (Australie)            | Gazon        | Fred Stolle         | 6-3 8-6 3-6 4-6 7-5  |
| 34 | 1964  | 25-30 novembre  | Sydney N.S.W. Championships (Australie)                  | Gazon        | Fred Stolle         | 4-6 6-3 11-9 6-8 6-3 |
| 35 | 1965  | 12-18 avril     | San Antonio Texas International (États-Unis)             | ?            | Dennis Ralston      | 6-3 2-6 6-3          |
| 36 | 1965  | 25 avril-3 mai  | Buenos Aires River Plate (Argentine)                     | Terre battue | Fred Stolle         | 6-4 7-5              |
| 37 | 1965  | 5-11 juillet    | Båstad Swedish International Hard Court (Suède)          | Terre battue | Manuel Santana      | 6-1 6-1 6-4          |
| 38 | 1965  | 19-25 juillet   | Haverford Pennsylvania G.C. (États-Unis)                 | Gazon        | Charlie Pasarell    | 6-4 1-6 6-3 6-4      |
| 39 | 1965  | 26 juil-1eraoût | South Orange Eastern Grass Court (États-Unis)            | Gazon        | Fred Stolle         | 6-3 2-6 6-4 6-4      |
| 40 | 1965  | 1-8 novembre    | Brisbane Queensland Championships (Australie)            | Gazon        | Arthur Ashe         | 3-6 6-2 6-3 3-6 6-1  |
| 41 | 1965  | 28 nov-5 déc.   | Melbourne Victorian Championships (Australie)            | Gazon        | Clark Graebner      | 8-6 7-5 2-6 1-6 6-1  |
| 42 | 1965  | 6-12 décembre   | Adélaïde South Australian Championships (Australie)      | Gazon        | Arthur Ashe         | 7-9 7-5 6-0 6-4      |
| 43 | 1966  | 19-25 sep.      | Los Angeles Pacific Southwest (États-Unis)               | Dur ?        | Allen Fox           | 6-3 6-3              |
| 44 | 1967  | 17-23 avril     | Madrid Puerta de Hierro International (Espagne)          | Terre battue | Jan-Erik Lundqvist  | 3-6 6-3 6-3 6-4      |
| 45 | 1967  | 14-18 juin      | Chantilly Club du Lys Tournoi International (France)     | Gazon        | Manuel Santana      | 5-7 9-7 6-3 6-3      |
| 46 | 1967  | 10-16 juillet   | Anvers Beerschot International (Belgique)                | Terre battue | Ramanathan Krishnan | 6-2 6-2 6-3          |
| 47 | 1967  | 8-13 août       | Montréal Canadian Championships (Canada)                 | ?            | Manuel Santana      | 6-1 10-8 6-4         |
| 48 | 1967  | 4-11 décembre   | Sydney N.S.W. Championships (Australie)                  | Gazon        | Tony Roche          | 8-6 6-1 8-6          |
| 49 | 1968  | 25-30 mars      | New York M.S.G. 1er Garden Trophy Challenge (États-Unis) | Bois         | Arthur Ashe         | 6-4 6-4 7-5          |

### Finales perdues pendant l'Ère Open (1968-1973): 16 (inclut les tournois Pro)
- L'ère open débute officiellement à partir du tournoi de Bournemouth durant la semaine du 22-27 avril 1968.

|    | Année | Date                 | Nom et lieu du tournoi                          | Surface        | Vainqueur       | Score           |
| -- | ----- | -------------------- | ----------------------------------------------- | -------------- | --------------- | --------------- |
| 1  | 1968  | 10-15 juin           | Beckenham Kent Championships (Angleterre)       | Gazon          | Fred Stolle     | 6-3 6-1         |
| 2  | 1968  | 28 sep-1eroct.       | Midland Pro Championships (États-Unis)          | ?              | Pancho Gonzales | 7-5 6-3         |
| 3  | 1969  | 5-11 mai             | Tokyo Japan Open (Japon)                        | ?              | Tom Okker       | 6-3 6-5         |
| 4  | 1969  | 12-18 mai            | New York (M.S.G.) Pro (États-Unis)              | Bois           | Rod Laver       | 6-2 4-6 6-1     |
| 5  | 1969  | 18-20 octobre        | Cologne Open Championships (Allemagne)          | Moquette ?     | Andrés Gimeno   | 6-3 13-11       |
| 6  | 1970  | 21-26 avril          | Dallas/WCT Morning News Classic (États-Unis)    | Moquette       | Andrés Gimeno   | 6-2 6-3 6-2     |
| 7  | 1970  | 7-9 août             | Bretton Woods Mount Washington (États-Unis)     | Terre battue ? | Rod Laver       | 6-3 6-3         |
| 8  | 1970  | 18-23 août           | Fort Worth/WCT National Invitation (États-Unis) | ?              | Rod Laver       | 6-3 7-5         |
| 9  | 1970  | 29 sep-4 oct.        | Vancouver/WCT Rothmans International (Canada)   | ?              | Rod Laver       | 6-2 6-1 6-2     |
| 10 | 1970  | 15-18 octobre        | Tucson/WCT Dunlop Classic (États-Unis)          | Dur            | Marty Riessen   | 6-1 6-4         |
| 11 | 1972  | 27 mars-2 avril      | Macon Georgia International (États-Unis)        | Moquette       | Mark Cox        | 6-3 6-7 6-3     |
| 12 | 1972  | 11-17 septembre      | Montréal/WCT Rothmans International (Canada)    | ?              | Arthur Ashe     | 6-1 3-6 6-2 7-5 |
| 13 | 1972  | 30 oct-5 nov.        | Göteborg/WCT Scandinavium International (Suède) | ?              | John Newcombe   | 6-0 6-3 6-1     |
| 14 | 1973  | 29 janvier-4 février | Richmond WCT Fidelity Tournament (États-Unis)   | Moquette       | Rod Laver       | 6-4 6-3         |
| 15 | 1973  | 12-18 février        | Toronto/WCT Rothmans International (Canada)     | Moquette       | Rod Laver       | 6-3 6-4         |
| 16 | 1973  | 9-15 juillet         | Gstaad Swiss Open (Suisse)                      | Terre battue   | Ilie Năstase    | 6-4 6-3 6-3     |

## Palmarès en double

### Titres en double: 34
|    | Date       | Nom et lieu du tournoi              | Cat.       | ($) | Surface      | Partenaire     | Finalistes                       | Score                       |          |
| -- | ---------- | ----------------------------------- | ---------- | --- | ------------ | -------------- | -------------------------------- | --------------------------- | -------- |
| 1  | 1959       | The Championships Wimbledon         | G. Chelem  |     | Gazon (ext.) | Neale Fraser   | Rod Laver Bob Mark               | 8-6, 6-3, 14-16, 9-7        | Parcours |
| 2  | 1959       | US National Champ’s                 | G. Chelem  |     | Gazon (ext.) | Neale Fraser   | Alex Olmedo Butch Buchholz       | 3-6, 6-3, 5-7, 6-4, 7-5     | Parcours |
| 3  | 1960       | Internationaux de France Paris      | G. Chelem  |     | Terre (ext.) | Neale Fraser   | Jose-Luis Arilla Andrés Gimeno   | 6-2, 8-10 7-5, 6-4          | Tableau  |
| 4  | 1960       | US National Champ’s                 | G. Chelem  |     | Gazon (ext.) | Neale Fraser   | Rod Laver Bob Mark               | 9-7, 6-2, 6-4               | Parcours |
| 5  | 1961       | Internationaux de France Paris      | G. Chelem  |     | Terre (ext.) | Rod Laver      | Robert Howe Bob Mark             | 3-6, 6-1, 6-1, 6-4          | Tableau  |
| 6  | 1961       | The Championships Wimbledon         | G. Chelem  |     | Herbe (ext.) | Neale Fraser   | Bob Hewitt Fred Stolle           | 6-4, 6-8, 6-4, 6-8, 8-6     | Parcours |
| 7  | 1962       | Australian Championships, Melbourne | G. Chelem  |     | Gazon (ext.) | Neale Fraser   | Bob Hewitt Fred Stolle           | 4-6, 4-6, 6-1 , 6-4, 11-9   | Tableau  |
| 8  | 1962       | Internationaux de France Paris      | G. Chelem  |     | Terre (ext.) | Neale Fraser   | Wilhelm Bungert Christian Kuhnke | 6-3, 6-4, 7-5               | Tableau  |
| 9  | 1963       | Internationaux de France Paris      | G. Chelem  |     | Terre (ext.) | Manuel Santana | Gordon Forbes Abe Segal          | 6-2, 6-4, 6-4               | Tableau  |
| 10 | 1964       | Internationaux de France Paris      | G. Chelem  |     | Terre (ext.) | Ken Fletcher   | John Newcombe Tony Roche         | 7-5, 6-3, 3-6, 7-5          | Tableau  |
| 11 | 1965       | Internationaux de France Paris      | G. Chelem  |     | Terre (ext.) | Fred Stolle    | Ken Fletcher Bob Hewitt          | 6-8, 6-3, 8-6, 6-2          | Tableau  |
| 12 | 1965       | US National Champ’s                 | G. Chelem  |     | Herbe (ext.) | Fred Stolle    | Frank Froehling Charlie Pasarell | 6-4 10-12 7-5 7-3           | Parcours |
| 13 | 1966       | Australian Championships, Melbourne | G. Chelem  |     | Gazon (ext.) | Fred Stolle    | John Newcombe Tony Roche         | 7-9, 6-3, 6-8, 14-12, 12-10 | Tableau  |
| 14 | 1966       | US National Champ’s                 | G. Chelem  |     | Herbe (ext.) | Fred Stolle    | Clark Graebner Dennis Ralston    | 6-4, 6-4, 6-4               | Parcours |
| 15 | 22/04/1968 | British Hard Court, Bournemouth     | Grand Prix |     | Terre (ext.) | Rod Laver      | Andrés Gimeno Pancho Gonzales    | 8-6, 4-6, 6-3, 6-2          |          |

- 1969 : Australian Open (avec Rod Laver), Stockholm Open (avec Rod Laver)
- 1970 : Boston (avec Rod Laver)
- 1971 : Wimbledon (avec Rod Laver), Quebec WCT (avec Rod Laver), Boston WCT (avec Rod Laver), Berkeley (avec Rod Laver), Vancouver WCT (avec Rod Laver)
- 1972 : Houston WCT (avec Rod Laver), Las Vegas WCT (avec Rod Laver), Rotterdam WCT (avec John Newcombe)
- 1973 : Miami WCT (avec Rod Laver), Lacosta WCT (avec Rod Laver), Richmond WCT (avec Rod Laver), Atlanta WCT (avec Rod Laver), Gothenberg WCT (avec Rod Laver), San Francisco (avec Stan Smith)
- 1974 : Las Vegas (avec Rod Laver)
- 1975 : Denver WCT (avec Rod Laver)

### Finales en double: 26
- 1958 : Australian Championships (avec Bob Mark)
- 1959 : Internationaux de France (avec Neale Fraser)
- 1960 : Australian Championships (avec Neale Fraser)
- 1961 : Australian Championships (avec Martin Mulligan)
- 1964 : Australian Championships (avec Ken Fletcher), Wimbledon (avec Ken Fletcher)
- 1965 : Australian Championships (avec Fred Stolle)
- 1967 : Internationaux de France (avec Ken Fletcher), Wimbledon (avec Ken Fletcher)
- 1968 : Roland-Garros (avec Rod Laver)
- 1969 : Roland-Garros (avec Rod Laver), Gstaad (avec Malcolm Anderson), Buenos Aires (avec Frew McMillan)
- 1970 : Tournoi de tennis de Saint-Louis (avec Rod Laver), Louisville (avec Rod Laver), US Open (avec Rod Laver)
- 1971 : Miami WCT (avec Rod Laver), Cologne WCT (avec Rod Laver)
- 1972 : Toronto WCT (avec Rod Laver), Miami WCT (avec Rod Laver), Chicago WCT (avec Rod Laver), Stockholm (avec Colin Dibley)
- 1973 : Philadelphie WCT (avec Rod Laver), Toronto WCT (avec Rod Laver)
- 1974 : Lacosta WCT (avec Dennis Ralston), Gstaad (avec Thomaz Koch)

### Titre en double mixte: 1
|   | Date | Nom et lieu du tournoi        | Cat. | ($) | Surface      | Partenaire     | Finalistes            | Score    |
| 1 | 1961 | Internationaux d'Italie, Rome |      |     | Terre battue | Margaret Court | Jan Lehane Bob Hewitt | 6-1, 6-1 |

## Emerson et la Coupe Davis
- Roy Emerson fut aussi un très grand joueur de Coupe Davis. Il remporta cette compétition à huit reprises entre 1959 et 1967 (ce qui est un record, à égalite avec Stan Smith). Il avait notamment l'avantage d'avoir des équipiers redoutables qui ne craignaient personne et avec qui il s'entendait parfaitement (voir ci-dessous). L'équipe d'Australie de Coupe Davis était à cette époque considérée imbattable. Il disputa 23 matchs en simple dont 21 victoires. Curieusement, ses deux défaites furent sur herbe, une surface qui lui était largement favorable et de surcroit contre des joueurs plutôt spécialistes de la terre battue (Nicola Pietrangeli et Manuel Santana).

- Vainqueur avec Rod Laver et Neale Fraser en 1959, 1960, 1961, 1962.
- Vainqueur avec Fred Stolle en 1964.
- Vainqueur avec Fred Stolle, John Newcombe et Tony Roche en 1965, 1966.
- Vainqueur avec John Newcombe et Tony Roche en 1967.

### Détail de ses matchs en Coupe Davis (simple)
| Année | Date              | Nation rencontrée | Surface      | Adversaires                         | Score                                   |
| ----- | ----------------- | ----------------- | ------------ | ----------------------------------- | --------------------------------------- |
| 1959  | 18-20 juillet     | Mexique           | Terre battue | Mario Llamas                        | v 6-4 6-2 4-6 4-6 6-0                   |
| 1959  | 24-26 juillet     | Canada            | Gazon        | Robert Bédard Donald Fontana        | v 4-6 6-4 7-5 6-4 v 6-2 6-2 6-4         |
| 1959  | 31 juillet-2 août | Cuba              | Gazon        | Rey Garrido                         | v 6-0 6-4 6-4                           |
| 1959  | 7-10 août         | Italie            | Gazon        | Nicola Pietrangeli                  | d 6-4 6-0 6-4                           |
| 1961  | 26-28 décembre    | Italie            | Gazon        | Nicola Pietrangeli Orlando Sirola   | v 8-6 6-4 6-3 v 6-3 6-3 4-6 6-2         |
| 1963  | 26-28 décembre    | États-Unis        | Gazon        | Chuck McKinley Dennis Ralston       | v 6-3 3-6 7-5 7-5 v 6-2 6-3 3-6 6-2     |
| 1964  | 17-19 juillet     | Canada            | Terre battue | Keith Carpenter                     | v 6-2 6-1 6-2                           |
| 1964  | 1-3 août          | Mexique           | Terre battue | Antonio Palafox Rafael Osuna        | v 8-6 6-3 6-3 v 6-3 6-4 11-9            |
| 1964  | 14-16 août        | Chili             | Dur          | Patricio Rodriguez                  | v 6-3 6-2 8-6                           |
| 1964  | 29-31 août        | Suède             | Terre battue | Jan-Erik Lundqvist Ulf Schmidt      | v 2-6 4-6 6-3 6-2 7-5 v 3-6 6-4 6-3 6-2 |
| 1964  | 25-28 septembre   | États-Unis        | Terre battue | Dennis Ralston Chuck McKinley       | v 6-3 6-4 6-2 v 3-6 6-2 6-4 6-4         |
| 1965  | 27-29 décembre    | Espagne           | Gazon        | Juan Gisbert Manuel Santana         | v 6-3 6-2 6-2 d 2-6 6-3 6-4 15-13       |
| 1966  | 26-28 décembre    | Inde              | Gazon        | Jaidip Mukerjea Ramanathan Krishnan | v 7-5 6-4 6-2 v 6-0 6-2 10-8            |
| 1967  | 26-28 décembre    | Espagne           | Gazon        | Manuel Santana Manuel Orantes       | v 6-4 6-1 6-1 v 6-1 6-1 2-6 6-4         |